# Chrášťany (powiat Benešov)
Chrášťany – gmina w Czechach, w powiecie Benešov, w kraju środkowoczeskim. Według danych Czeskiego Urzędu Statystycznego z dnia 1 stycznia 2017 liczyła 240 mieszkańców.